# NGC 6364
NGC 6364 est une vaste galaxie lenticulaire située dans la constellation d'Hercule. Sa vitesse par rapport au fond diffus cosmologique est de 6 834 ± 20 km/s, ce qui correspond à une distance de Hubble de 100,8 ± 7,1 Mpc (∼329 millions d'al). NGC 6364 a été découverte par l'astronome allemand Auguste Voigt en 1865.